# Greasy Kid Stuff (Gym Class Heroes)
Greasy Kid Stuff è il secondo demo del gruppo musicale statunitense Gym Class Heroes, pubblicato il 1º gennaio 2000.

## Descrizione
Il demo si compone di 7 tracce, tra cui un live di No Women, No Cry, è stato venduto durante i concerti nell'inizio degli anni 2000.

## Tracce
1. This Thing Called Life – 4:49
2. Oh My God – 3:43
3. Crab Apple Kids – 5:32
4. Swing Joint – 4:10
5. A Song for Noah – 3:30
6. Pig Latin – 4:46
7. No Women, No Cry (live) – 4:03